# Neoscona
Neoscona este un gen de păianjeni din familia Araneidae.

## Specii[1]
- Neoscona achine
- Neoscona adianta
- Neoscona alberti
- Neoscona amamiensis
- Neoscona angulatula
- Neoscona arabesca
- Neoscona bengalensis
- Neoscona bihumpi
- Neoscona biswasi
- Neoscona blondeli
- Neoscona bomdilaensis
- Neoscona bucheti
- Neoscona cereolella
- Neoscona cheesmanae
- Neoscona chiarinii
- Neoscona chrysanthusi
- Neoscona crucifera
- Neoscona dhruvai
- Neoscona dhumani
- Neoscona domiciliorum
- Neoscona dostinikea
- Neoscona dyali
- Neoscona goliath
- Neoscona hirta
- Neoscona holmi
- Neoscona jinghongensis
- Neoscona kisangani
- Neoscona kivuensis
- Neoscona kunmingensis
- Neoscona lactea
- Neoscona leucaspis
- Neoscona lotan
- Neoscona maculaticeps
- Neoscona marcanoi
- Neoscona melloteei
- Neoscona menghaiensis
- Neoscona molemensis
- Neoscona moreli
- Neoscona mukerjei
- Neoscona multiplicans
- Neoscona murthyi
- Neoscona nautica
- Neoscona novella
- Neoscona oaxacensis
- Neoscona odites
- Neoscona oriemindoroana
- Neoscona orientalis
- Neoscona orizabensis
- Neoscona parambikulamensis
- Neoscona pavida
- Neoscona penicillipes
- Neoscona platnicki
- Neoscona plebeja
- Neoscona polyspinipes
- Neoscona pratensis
- Neoscona pseudonautica
- Neoscona pseudoscylla
- Neoscona punctigera
- Neoscona quadrigibbosa
- Neoscona quincasea
- Neoscona rapta
- Neoscona raydakensis
- Neoscona rufipalpis
- Neoscona sanghi
- Neoscona sanjivani
- Neoscona scylla
- Neoscona scylloides
- Neoscona semilunaris
- Neoscona shillongensis
- Neoscona simoni
- Neoscona sinhagadensis
- Neoscona sodom
- Neoscona stanleyi
- Neoscona subfusca
- Neoscona subpullata
- Neoscona tedgenica
- Neoscona theisi
- Neoscona tianmenensis
- Neoscona triangula
- Neoscona triramusa
- Neoscona ujavalai
- Neoscona usbonga
- Neoscona utahana
- Neoscona vigilans
- Neoscona xishanensis
- Neoscona yadongensis
- Neoscona yptinika